# Тихвінський жіночий монастир УПЦ
Тихвінський монастир УПЦ— жіночий монастир Дніпровської єпархії УПЦ МП у Центральному районі міста Дніпро. Розташований на західному схилі Кленового байраку.
Адреса: 49006, Дніпро, вулиця Надії Олексієнко, 171

## Історія
Історія монастиря ведеться від догляду у Катеринославі хворої сироти-племінниці монахині Браїлівського жіночого монастиря Теофіли (Єфремової). Натхнені словами Теофіли катеринославські купці звернулися до єпископа Катеринославського й Таганрозького Платону для відкриття дівочого монастиря у Катеринославі. Ікону для монастиря було взято з Тихвінського чоловічого монастиря міста Тихвін у сучасній Ленінградській області, що чудом пережила пожежу у 1533—1584 роках, коли ворог займав монастир.
1868 року на території Свято-Тихвінської жіночої громади зведений двохпрестольний зимовий храм великомучениці Варвари й закладено Тихвінський собор. До громади прибули монахині з Свято-Михайлівського Одеського й Золотоніського Красногірського монастирів. У 1877 році громада стала монастирем. На 1887 рік у монастирю було 287 монахинь, монастирю належало 700 десятин землі, цегляний завод, рукодільні майстерні, пасіка, Монастирський ліс.
1925 року радянська влада більшовиків закрила монастир й відкрила школу-інтернат для дітей інвалідів.
1942 року німецька влада дозволила відкрити монастир. Тихвінська ікона приховувалася 17 років ігуменею Генадією.
1959 року з нової хвилею боротьби з релігією радянська влада закрила й підірвала монастир.
1997 року відновилася релігійна громада монастиря. 1999 року Тихвінська ікона, що зберігалася у Свято-Троїцькому соборі, була перенесена до Тихвінського монастиря.
Свято-Варварівський храм було відбудовано. На території колишнього монастиря продовжує діяти Дніпровський дитячий будинок-інтернат для дітей інвалідів.

## Галерея

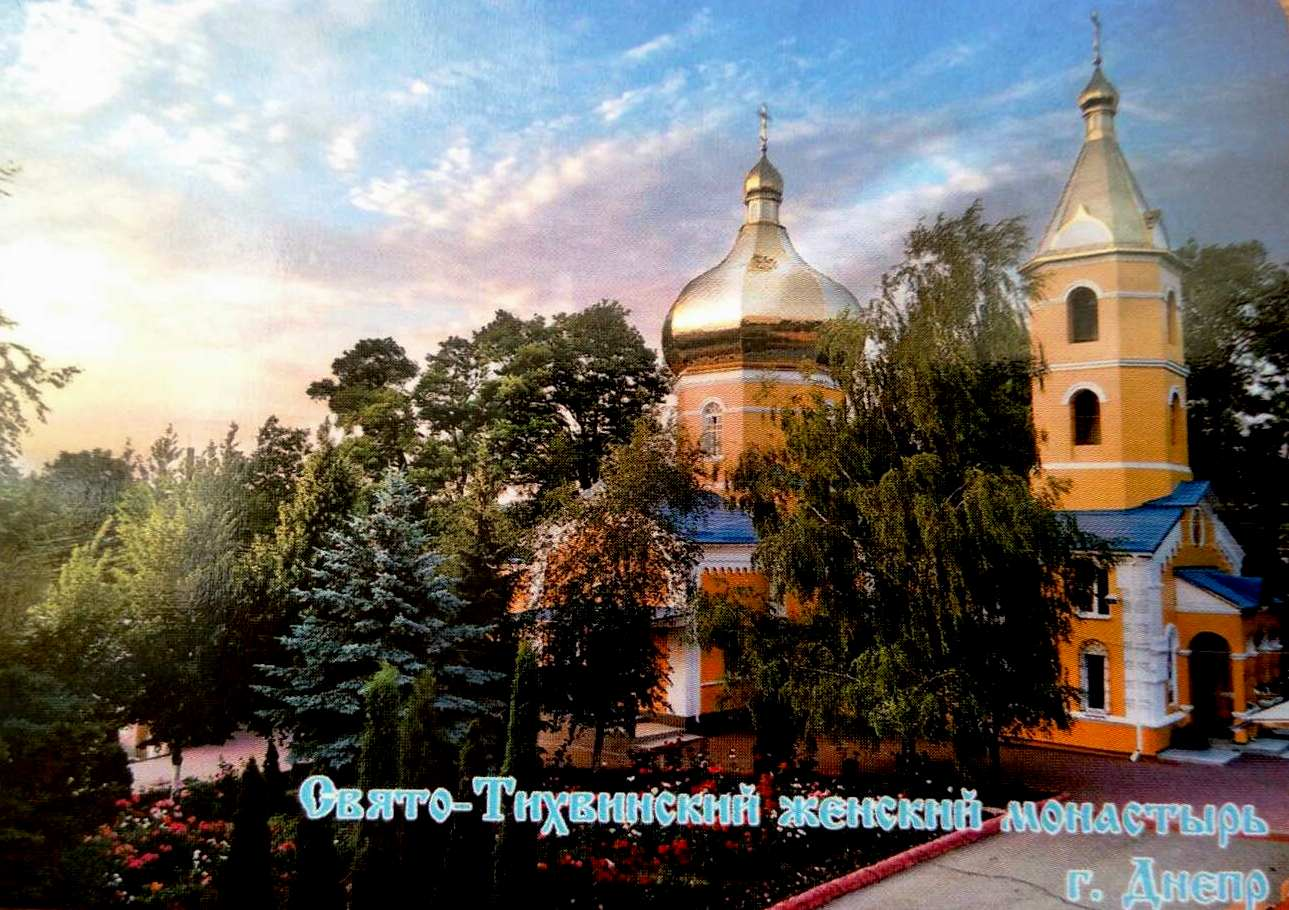
Загальний вигляд на монастир
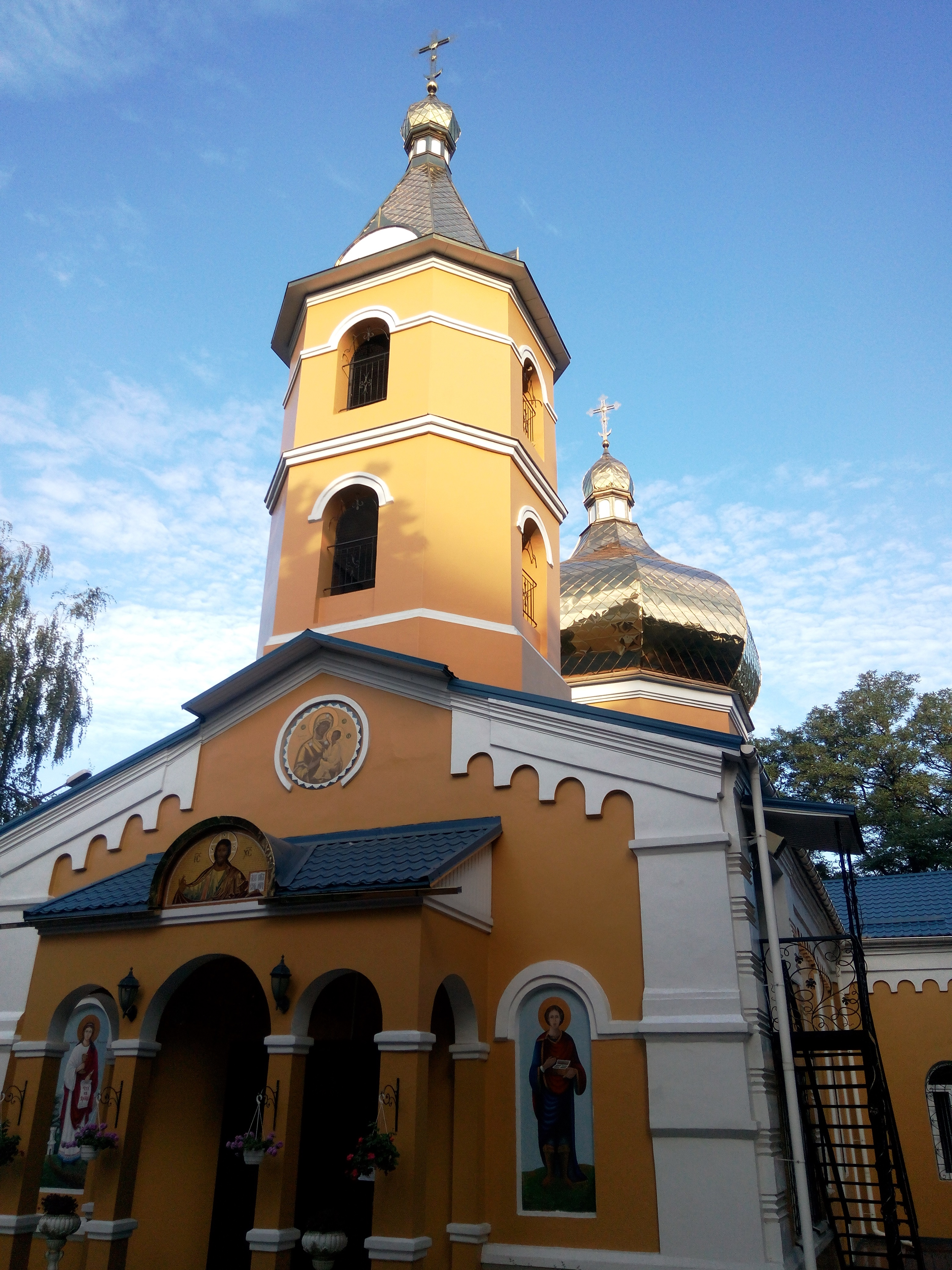
Дзвіниця Свято-Варварівського храму
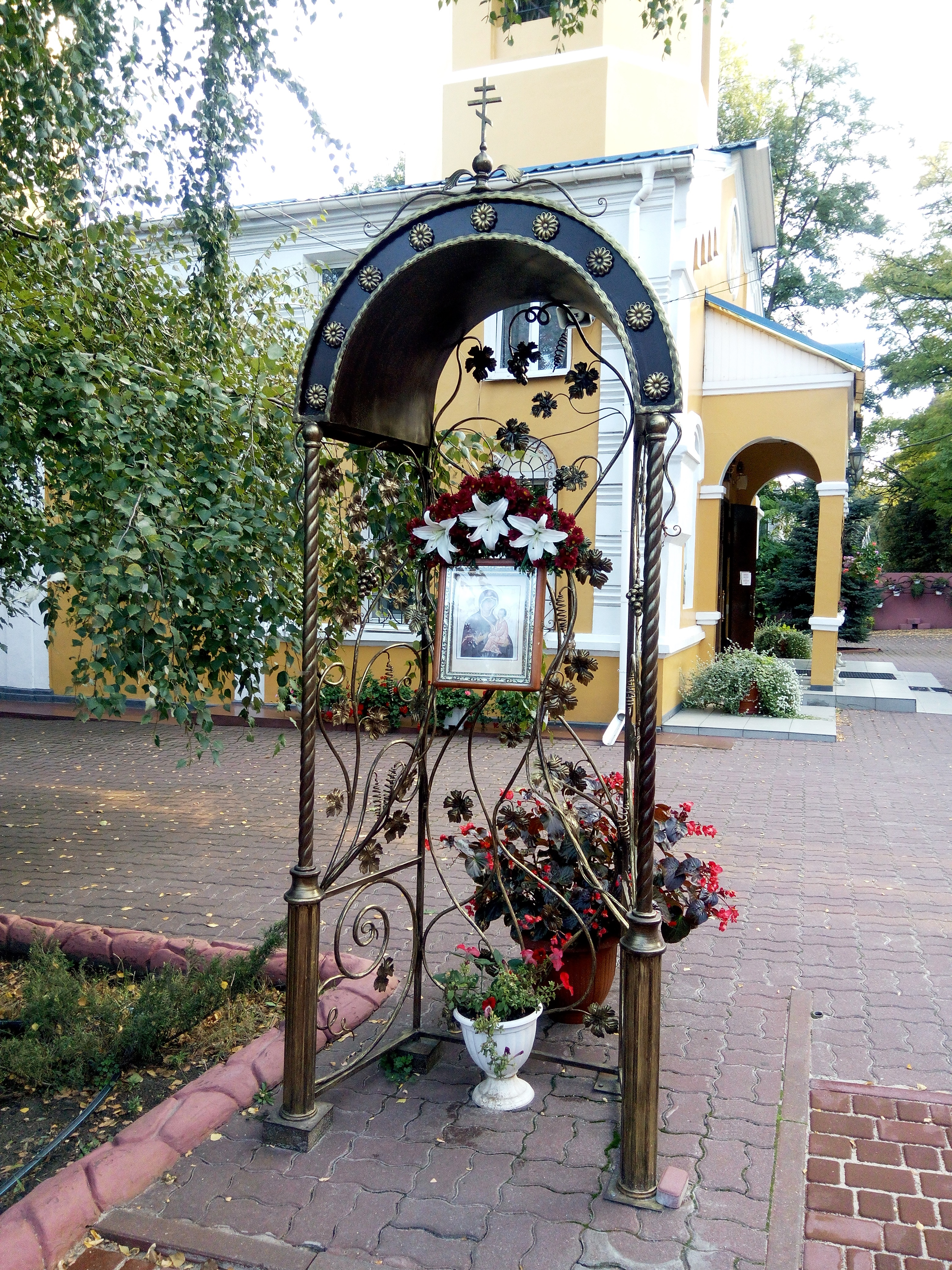
Ікона Богородиці